# Ensaios e poesias
Ensaios e poesias é um livro de João Vicente Biqueira. A primeira edição foi em 1930.
A primeira versão em português foi sob o título "Obra selecta (poesia e ensaio)"